# Фридрих (Лайнинген)
Вижте пояснителната страница за други личности с името Фридрих.
Фридрих I фон Лайнинген (на немски: Friedrich I von Leiningen; * ок. 1120; † ок. 1212 или 1220) е граф на Лайнинген. Той е последният мъжки потомък на графовете на Лайнинген.

## Биография
Син е на граф Емих III фон Лайнинген (* 1127; † 1187) и съпругата му Елизабет († 1179).
През 1204/1205 г. Фридрих I е фогт на Шпейергау, 1206 г. (1237?) има права на фогт над манастир Лимбург, минезингер Codex Manesse.
Фридрих I се жени за Гертруд (Ита) фон Хабсбург (* ок. 1150; † 1214), дъщеря на граф Албрехт III фон Хабсбург († 1199) и съпругата му Ита фон Пфулендорф (* ок. 1130). Те нямат деца.
Умира ок. 1212 – 1220 г. Преди това е определил за свой наследник племенникът му Фридрих II фон Саарбрюкен, син на сестра му Лиутгард фон Лайнинген († сл. 1239) и Симон II, граф на Саарбрюкен († сл. 1207).